# Kaza (Himachal Pradexe)

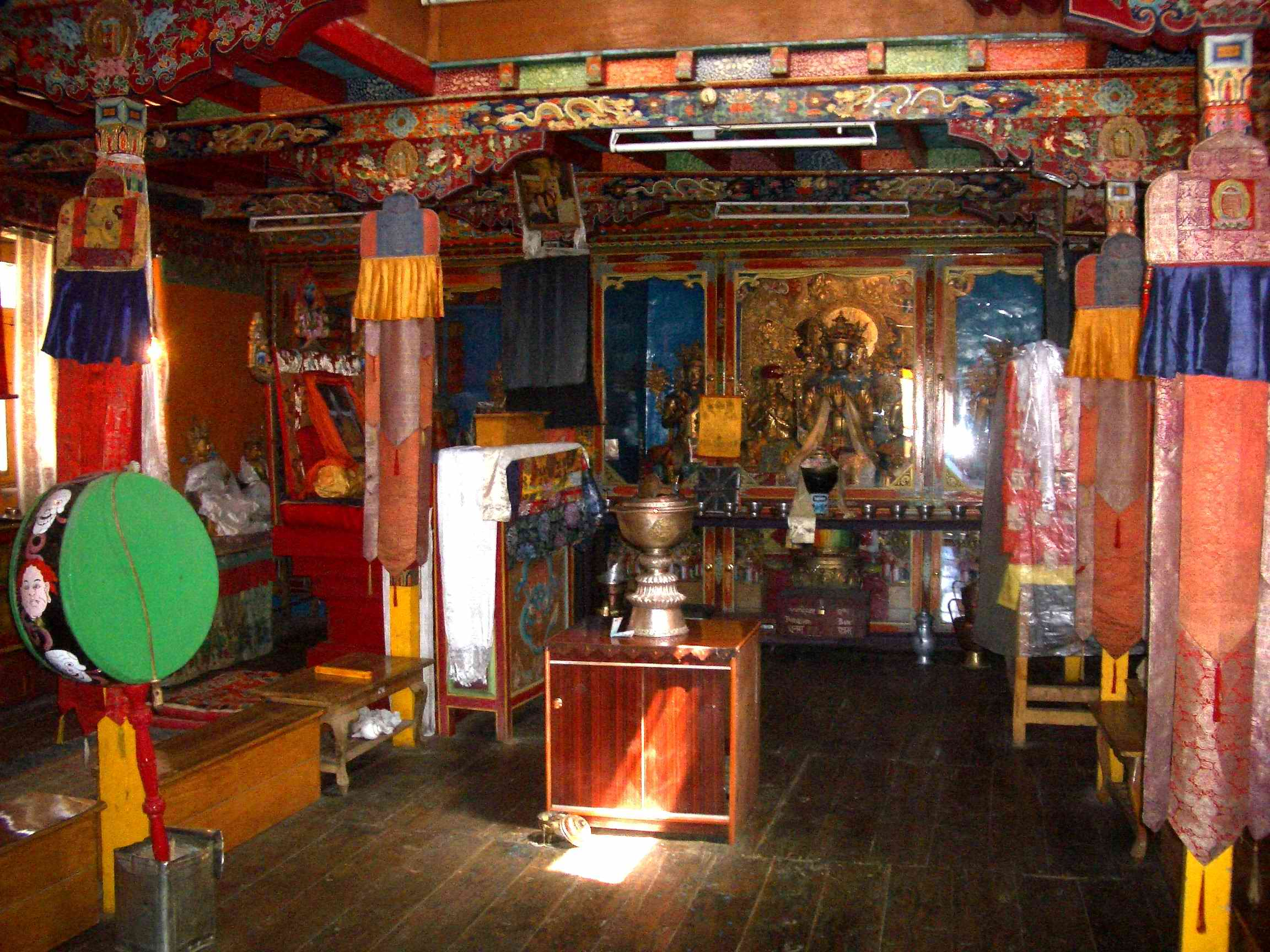
Interior do mosteiro de Tangyud, a 4 km de Kaza

Kaza, Karze ou Karzey é uma aldeia no vale de Spiti, distrito de Lahaul e Spiti, norte do estado do Himachal Pradexe, noroeste da Índia. Situada numa área remota de deserto frio de alta altitude, nas margens do rio Spiti, a 3 650 metros de altitude, e é a maior localidade do vale, funcionando como um centro comercial e administrativo local. Em 2011 tinha 1 694 habitantes.
A região apresenta muitas semelhanças com os vizinhos Ladaque e o Tibete tanto em termos de paisagem e clima como em termos culturais e religiosos; a maior parte da população é budista. A fronteira do Tibete fica a pouco mais de 30 km em linha reta a leste de Kaza.

## Descrição
A aldeia está dividida em duas partes, Kaza Khas, mais antiga, e Kaza Soma, mais nova. É nesta última que se encontram os edifícios administrativos. Em 2011, Kaza Khas tinha 667 habitantes e Kaza Soma tinha 1 027. No seu conjunto, 54,4% da população era do sexo masculino e 45,6% do sexo feminino. A taxa de analfabetismo era 14,7% (10,6% entre os homens e 19,4% entre as mulheres). 10,3% da população tinha menos de 6 anos de idade.
O único monumento de Kaza é o pequeno mosteiro budista de Kaza, uma gompa (mosteiro budista tibetano) da seita Sakya. Muito mais conhecido e impressionante, é o mosteiro de Tangyud, outra gompa Sakya, construída no século XIV, que se assemelha a um castelo fortificado, com paredes maciças inclinadas de barro e ameias pintadas com riscas verticais vermelhas e horizontais bancas. O mosteiro situa-se à beira de um desfiladeiro profundo, acima da aldeia, a 4 km de distância dela.
No caminho para o mosteiro de Tangyud, vindo de sul, avista-se o Kyu-ling (ou Skyid-gling), o majestoso palácio do nono (rei), que se ergue no outro lado do rio. 12 km a noroeste de Kaza, encontra-se o mosteiro de Ki (ou Key), uma importante gompa alegadamente fundada no século XI, a maior do vale de Spiti e um centro de formação de lamas da seita Gelug.
Kaza tem é um destino de turismo de aventura com alguma popularidade, especialmente durante os meses de verão, devido à sua situação central no vale de Spiti o os acessos relativamente fáceis para o resto do vale, de grande beleza natural, e outras áreas. A aldeia é usada como ponto de partida para várias rotas de caminhada, montanhismo e passeios turísticos. Além dos mosteiros de Ki e de Tangyud, são destinos turísticos populares as aldeias de Kibber, a 4 205 m de altitude, Gette (4 270 m), Losar (4 079 m), e Langza, conhecida pela abundância de fósseis marinhos. Os limites nordeste do Parque nacional do vale de Pin, uma área protegida com 9 700 km², habitat de várias espécies ameaçadas, como o leopardo-das-neves.

## Acessos
Kaza está rodeada de altos maciços montanhosos por todos os lados. Há dois pontos de acesso principais, um desde o vale de Kinnaur e outro desde o vale de Lahaul. Manali, acessível fica 200 km a oeste, embora a estrada a partir de Kaza, em direção ao vale de Lahaul siga para noroeste, ao longo do rio Spiti. 
A estrada para Kinnaur (155 km a sudeste de Kaza) está aberta durante todo o ano, exceto em curtos períodos que é encerrada devido a deslizamentos de terra ou a nevões. Com início em Shimla (425 km a sudoeste), esta estrada segue para nordeste, ao longo rio Sutle até pouco depois de Puh, onde vira para norte e depois para noroeste, ao longo do rio Spiti. Depois de passar por Kaza, a estrada continua para noroeste, em direção a Lahaul e Manali.
O percurso por estrada a partir de Manali (200 km a oeste de Kaza) usa a estrada Manali–Leh, passando pelo passo de Rohtang (3 978 metros de altitude), até Gramphu (3 200 m), onde vira para sudeste, seguindo o rio Chandra até Batal. Daí sobe até ao passo de Kunzum e entra no vale de Spiti. Devido à neve intensa nos dois passos, a estrada Kaza-Manali (e Lahaul) normalmente permanece fechada entre outubro e junho.
Kaza é um dos locais mais frios da Índia. A amplitude térmica anual e diária é muito elevada. Janeiro é o mês mais frios, chegando a registar-se temperaturas de -37°C. O mês mais quente é julho, quando a temperatura média é 13°C.[carece de fontes?]